# Паче, Энрико
Энрико Паче (итал. Enrico Pace; род. 1967, Римини) — итальянский пианист.
Учился в консерватории имени Россини в Пезаро и Фортепианной академии в Имоле, в обоих учебных заведениях главным наставником Паче был Франко Скала.

## Творческие контакты
Играл с крупнейшими оркестрами мира в разных частях света. Постоянным партнером Паче с 1997 является Франк Петер Циммерманн. Выступал также с Л. Андснесом, Леонидасом Кавакосом, Изабель ван Кёйлен, квартетом Шостаковича и др.

## Репертуар
Бетховен, Шуберт, Шуман, Лист, Брамс, Бузони, Стравинский, Хиндемит, Прокофьев, Шостакович, Аллан Петтерссон.

## Признание
Первая премия на Международном конкурсе пианистов имени Ференца Листа (Утрехт, 1989).